# Hemphill (Texas)
Hemphill es una ciudad ubicada en el condado de Sabine en el estado estadounidense de Texas. En el Censo de 2010 tenía una población de 1.198 habitantes y una densidad poblacional de 191,69 personas por km².

## Geografía
Hemphill se encuentra ubicada en las coordenadas 31°20′36″N 93°51′7″O / 31.34333, -93.85194. Según la Oficina del Censo de los Estados Unidos, Hemphill tiene una superficie total de 6.25 km², de la cual 6.22 km² corresponden a tierra firme y (0.41%) 0.03 km² es agua.

## Demografía
Según el censo de 2010, había 1.198 personas residiendo en Hemphill. La densidad de población era de 191,69 hab./km². De los 1.198 habitantes, Hemphill estaba compuesto por el 82.64% blancos, el 10.93% eran afroamericanos, el 0.42% eran amerindios, el 0.67% eran asiáticos, el 0% eran isleños del Pacífico, el 2.25% eran de otras razas y el 3.09% pertenecían a dos o más razas. Del total de la población el 7.18% eran hispanos o latinos de cualquier raza.